# Cisla
Cisla est une commune d'Espagne de la province d'Ávila dans la communauté autonome de Castille-et-León.

## Géographie
Cisla a une superficie de 20,31 km2 pour une population de 175 habitants et une densité de 8,62 hab/km2.

## Administration
| Période                                  | Période | Identité | Étiquette | Qualité |
| ---------------------------------------- | ------- | -------- | --------- | ------- |
|                                          |         |          |           |         |
| Les données manquantes sont à compléter. |         |          |           |         |

## Culture
- Église Nuestra Señora de l'Ascension
- Tour du château de Torralba